# Olympische Sommerspiele 1972/Fechten – Florett (Männer)
Das Florettfechten der Männer bei den Olympischen Spielen 1972 in München wurde vom 29. bis 30. August in den Fechthallen 1 und 2 auf dem Messegelände Theresienhöhe ausgetragen.

## Ergebnis

### Runde 1

#### Pool 1
| Platz | Athlet                     | S | N | ET | GT |
| ----- | -------------------------- | - | - | -- | -- |
| 1     | Fritz Wessel (FRG)         | 5 | 0 | 25 | 12 |
| 2     | Jenő Kamuti (HUN)          | 4 | 1 | 22 | 12 |
| 3     | Wassyl Stankowytsch (URS)  | 3 | 2 | 20 | 13 |
| 4     | Carlos Calderón (MEX)      | 2 | 3 | 15 | 17 |
| 5     | Ali Asghar Pashapour (IRN) | 1 | 4 | 11 | 23 |
| 6     | Matthew Chan (HKG)         | 0 | 5 | 9  | 25 |

| Gefecht                    | Gefecht                    | Ergebnis |
| -------------------------- | -------------------------- | -------- |
| Fritz Wessel (FRG)         | Jenő Kamuti (HUN)          | 5:2      |
| Fritz Wessel (FRG)         | Wassyl Stankowytsch (URS)  | 5:4      |
| Fritz Wessel (FRG)         | Carlos Calderón (MEX)      | 5:3      |
| Fritz Wessel (FRG)         | Ali Asghar Pashapour (IRN) | 5:1      |
| Fritz Wessel (FRG)         | Matthew Chan (HKG)         | 5:2      |
| Jenő Kamuti (HUN)          | Wassyl Stankowytsch (URS)  | 5:1      |
| Jenő Kamuti (HUN)          | Carlos Calderón (MEX)      | 5:2      |
| Jenő Kamuti (HUN)          | Ali Asghar Pashapour (IRN) | 5:2      |
| Jenő Kamuti (HUN)          | Matthew Chan (HKG)         | 5:2      |
| Wassyl Stankowytsch (URS)  | Carlos Calderón (MEX)      | 5:0      |
| Wassyl Stankowytsch (URS)  | Ali Asghar Pashapour (IRN) | 5:1      |
| Wassyl Stankowytsch (URS)  | Matthew Chan (HKG)         | 5:2      |
| Carlos Calderón (MEX)      | Ali Asghar Pashapour (IRN) | 5:2      |
| Carlos Calderón (MEX)      | Matthew Chan (HKG)         | 5:0      |
| Ali Asghar Pashapour (IRN) | Matthew Chan (HKG)         | 5:3      |

#### Pool 2
| Platz | Athlet                   | S | N | ET | GT |
| ----- | ------------------------ | - | - | -- | -- |
| 1     | Graham Paul (GBR)        | 4 | 1 | 23 | 13 |
| 2     | Wladimir Denissow (URS)  | 4 | 1 | 23 | 21 |
| 3     | Marek Dąbrowski (POL)    | 3 | 2 | 20 | 18 |
| 4     | Yehuda Weisenstein (ISR) | 2 | 3 | 19 | 20 |
| 5     | Stefano Simoncelli (ITA) | 2 | 3 | 17 | 18 |
| 6     | John Nonna (USA)         | 0 | 5 | 13 | 25 |

| Gefecht                  | Gefecht                  | Ergebnis |
| ------------------------ | ------------------------ | -------- |
| Graham Paul (GBR)        | Wladimir Denissow (URS)  | 5:3      |
| Graham Paul (GBR)        | Marek Dąbrowski (POL)    | 5:1      |
| Graham Paul (GBR)        | Stefano Simoncelli (ITA) | 5:1      |
| Graham Paul (GBR)        | John Nonna (USA)         | 5:3      |
| Wladimir Denissow (URS)  | Marek Dąbrowski (POL)    | 5:4      |
| Wladimir Denissow (URS)  | Yehuda Weisenstein (ISR) | 5:4      |
| Wladimir Denissow (URS)  | Stefano Simoncelli (ITA) | 5:4      |
| Wladimir Denissow (URS)  | John Nonna (USA)         | 5:4      |
| Marek Dąbrowski (POL)    | Yehuda Weisenstein (ISR) | 5:3      |
| Marek Dąbrowski (POL)    | Stefano Simoncelli (ITA) | 5:2      |
| Marek Dąbrowski (POL)    | John Nonna (USA)         | 5:3      |
| Yehuda Weisenstein (ISR) | Graham Paul (GBR)        | 5:3      |
| Yehuda Weisenstein (ISR) | John Nonna (USA)         | 5:2      |
| Stefano Simoncelli (ITA) | Yehuda Weisenstein (ISR) | 5:2      |
| Stefano Simoncelli (ITA) | John Nonna (USA)         | 5:1      |

#### Pool 3
| Platz | Athlet                    | S | N | ET | GT |
| ----- | ------------------------- | - | - | -- | -- |
| 1     | Kiyoshi Uehara (JPN)      | 6 | 0 | 30 | 10 |
| 2     | László Kamuti (HUN)       | 4 | 2 | 25 | 16 |
| 3     | Guillermo Saucedo (ARG)   | 4 | 2 | 23 | 20 |
| 4     | Tănase Mureșanu (ROM)     | 3 | 3 | 24 | 24 |
| 5     | Harald Hein (FRG)         | 2 | 4 | 20 | 25 |
| 6     | Andreas Vgenopoulos (GRE) | 2 | 4 | 20 | 28 |
| 7     | Ali Sleiman (LIB)         | 0 | 6 | 11 | 30 |

| Gefecht                   | Gefecht                   | Ergebnis |
| ------------------------- | ------------------------- | -------- |
| Kiyoshi Uehara (JPN)      | László Kamuti (HUN)       | 5:2      |
| Kiyoshi Uehara (JPN)      | Guillermo Saucedo (ARG)   | 5:1      |
| Kiyoshi Uehara (JPN)      | Tănase Mureșanu (ROM)     | 5:3      |
| Kiyoshi Uehara (JPN)      | Harald Hein (FRG)         | 5:1      |
| Kiyoshi Uehara (JPN)      | Andreas Vgenopoulos (GRE) | 5:3      |
| Kiyoshi Uehara (JPN)      | Ali Sleiman (LIB)         | 5:0      |
| László Kamuti (HUN)       | Guillermo Saucedo (ARG)   | 5:2      |
| László Kamuti (HUN)       | Tănase Mureșanu (ROM)     | 5:2      |
| László Kamuti (HUN)       | Andreas Vgenopoulos (GRE) | 5:0      |
| László Kamuti (HUN)       | Ali Sleiman (LIB)         | 5:2      |
| Guillermo Saucedo (ARG)   | Tănase Mureșanu (ROM)     | 5:4      |
| Guillermo Saucedo (ARG)   | Harald Hein (FRG)         | 5:1      |
| Guillermo Saucedo (ARG)   | Andreas Vgenopoulos (GRE) | 5:3      |
| Guillermo Saucedo (ARG)   | Ali Sleiman (LIB)         | 5:2      |
| Tănase Mureșanu (ROM)     | Harald Hein (FRG)         | 5:4      |
| Tănase Mureșanu (ROM)     | Andreas Vgenopoulos (GRE) | 5:4      |
| Tănase Mureșanu (ROM)     | Ali Sleiman (LIB)         | 5:1      |
| Harald Hein (FRG)         | László Kamuti (HUN)       | 5:3      |
| Harald Hein (FRG)         | Ali Sleiman (LIB)         | 5:2      |
| Andreas Vgenopoulos (GRE) | Harald Hein (FRG)         | 5:4      |
| Andreas Vgenopoulos (GRE) | Ali Sleiman (LIB)         | 5:4      |

#### Pool 4
| Platz | Athlet                    | S | N | ET | GT |
| ----- | ------------------------- | - | - | -- | -- |
| 1     | Bernard Talvard (FRA)     | 4 | 1 | 22 | 9  |
| 2     | Klaus Reichert (FRG)      | 3 | 2 | 20 | 14 |
| 3     | Eduardo Jhons (CUB)       | 3 | 2 | 21 | 15 |
| 4     | Dan Alon (ISR)            | 3 | 2 | 18 | 17 |
| 5     | Arcangelo Pinelli (ITA)   | 2 | 3 | 16 | 22 |
| 6     | John Bouchier-Hayes (IRL) | 0 | 5 | 5  | 25 |

| Gefecht                 | Gefecht                   | Ergebnis |
| ----------------------- | ------------------------- | -------- |
| Bernard Talvard (FRA)   | Eduardo Jhons (CUB)       | 5:3      |
| Bernard Talvard (FRA)   | Dan Alon (ISR)            | 5:0      |
| Bernard Talvard (FRA)   | Arcangelo Pinelli (ITA)   | 5:1      |
| Bernard Talvard (FRA)   | John Bouchier-Hayes (IRL) | 5:0      |
| Klaus Reichert (FRG)    | Bernard Talvard (FRA)     | 5:2      |
| Klaus Reichert (FRG)    | Arcangelo Pinelli (ITA)   | 5:2      |
| Klaus Reichert (FRG)    | John Bouchier-Hayes (IRL) | 5:0      |
| Eduardo Jhons (CUB)     | Klaus Reichert (FRG)      | 5:2      |
| Eduardo Jhons (CUB)     | Dan Alon (ISR)            | 5:3      |
| Eduardo Jhons (CUB)     | John Bouchier-Hayes (IRL) | 5:0      |
| Dan Alon (ISR)          | Klaus Reichert (FRG)      | 5:3      |
| Dan Alon (ISR)          | Arcangelo Pinelli (ITA)   | 5:3      |
| Dan Alon (ISR)          | John Bouchier-Hayes (IRL) | 5:1      |
| Arcangelo Pinelli (ITA) | Eduardo Jhons (CUB)       | 5:3      |
| Arcangelo Pinelli (ITA) | John Bouchier-Hayes (IRL) | 5:4      |

#### Pool 5
| Platz | Athlet                     | S | N | ET | GT |
| ----- | -------------------------- | - | - | -- | -- |
| 1     | Witold Woyda (POL)         | 4 | 1 | 20 | 16 |
| 2     | Ștefan Haukler (ROM)       | 3 | 2 | 22 | 17 |
| 3     | Gregory Benko (AUS)        | 2 | 3 | 19 | 20 |
| 4     | Roland Losert (AUT)        | 2 | 3 | 17 | 18 |
| 5     | Enrique Salvat (CUB)       | 2 | 3 | 14 | 15 |
| 6     | Yves Daniel Darricau (LIB) | 2 | 3 | 15 | 21 |

| Gefecht                    | Gefecht                    | Ergebnis |
| -------------------------- | -------------------------- | -------- |
| Witold Woyda (POL)         | Ștefan Haukler (ROM)       | 5:4      |
| Witold Woyda (POL)         | Gregory Benko (AUS)        | 5:4      |
| Witold Woyda (POL)         | Enrique Salvat (CUB)       | 5:1      |
| Witold Woyda (POL)         | Yves Daniel Darricau (LIB) | 5:2      |
| Ștefan Haukler (ROM)       | Gregory Benko (AUS)        | 5:2      |
| Ștefan Haukler (ROM)       | Enrique Salvat (CUB)       | 5:2      |
| Ștefan Haukler (ROM)       | Yves Daniel Darricau (LIB) | 5:3      |
| Gregory Benko (AUS)        | Roland Losert (AUT)        | 5:4      |
| Gregory Benko (AUS)        | Enrique Salvat (CUB)       | 5:1      |
| Roland Losert (AUT)        | Witold Woyda (POL)         | 5:0      |
| Roland Losert (AUT)        | Ștefan Haukler (ROM)       | 5:3      |
| Enrique Salvat (CUB)       | Roland Losert (AUT)        | 5:0      |
| Enrique Salvat (CUB)       | Yves Daniel Darricau (LIB) | 5:0      |
| Yves Daniel Darricau (LIB) | Gregory Benko (AUS)        | 5:3      |
| Yves Daniel Darricau (LIB) | Roland Losert (AUT)        | 5:3      |

#### Pool 6
| Platz | Athlet                  | S | N | ET | GT |
| ----- | ----------------------- | - | - | -- | -- |
| 1     | Lech Koziejowski (POL)  | 6 | 0 | 30 | 9  |
| 2     | Sándor Szabó (HUN)      | 4 | 2 | 25 | 20 |
| 3     | Barry Paul (GBR)        | 3 | 3 | 25 | 20 |
| 4     | Ernest Simon (AUS)      | 3 | 3 | 26 | 22 |
| 5     | Guillermo Saucedo (ARG) | 3 | 3 | 22 | 24 |
| 6     | Fawzi Merhi (LIB)       | 2 | 4 | 14 | 25 |
| 7     | Robert Elliott (HKG)    | 0 | 6 | 8  | 30 |

| Gefecht                 | Gefecht                 | Ergebnis |
| ----------------------- | ----------------------- | -------- |
| Lech Koziejowski (POL)  | Sándor Szabó (HUN)      | 5:2      |
| Lech Koziejowski (POL)  | Barry Paul (GBR)        | 5:2      |
| Lech Koziejowski (POL)  | Ernest Simon (AUS)      | 5:3      |
| Lech Koziejowski (POL)  | Guillermo Saucedo (ARG) | 5:1      |
| Lech Koziejowski (POL)  | Fawzi Merhi (LIB)       | 5:1      |
| Lech Koziejowski (POL)  | Robert Elliott (HKG)    | 5:0      |
| Sándor Szabó (HUN)      | Barry Paul (GBR)        | 5:4      |
| Sándor Szabó (HUN)      | Ernest Simon (AUS)      | 5:4      |
| Sándor Szabó (HUN)      | Fawzi Merhi (LIB)       | 5:0      |
| Sándor Szabó (HUN)      | Robert Elliott (HKG)    | 5:2      |
| Barry Paul (GBR)        | Guillermo Saucedo (ARG) | 5:4      |
| Barry Paul (GBR)        | Fawzi Merhi (LIB)       | 5:1      |
| Barry Paul (GBR)        | Robert Elliott (HKG)    | 5:0      |
| Ernest Simon (AUS)      | Barry Paul (GBR)        | 5:4      |
| Ernest Simon (AUS)      | Fawzi Merhi (LIB)       | 5:2      |
| Ernest Simon (AUS)      | Robert Elliott (HKG)    | 5:1      |
| Guillermo Saucedo (ARG) | Sándor Szabó (HUN)      | 5:3      |
| Guillermo Saucedo (ARG) | Ernest Simon (AUS)      | 5:4      |
| Guillermo Saucedo (ARG) | Robert Elliott (HKG)    | 5:2      |
| Fawzi Merhi (LIB)       | Guillermo Saucedo (ARG) | 5:2      |
| Fawzi Merhi (LIB)       | Robert Elliott (HKG)    | 5:3      |

#### Pool 7
| Platz | Athlet                  | S | N | ET | GT |
| ----- | ----------------------- | - | - | -- | -- |
| 1     | Daniel Revenu (FRA)     | 6 | 0 | 30 | 5  |
| 2     | Joseph Freeman (USA)    | 5 | 1 | 27 | 15 |
| 3     | Anatoli Koteschew (URS) | 4 | 2 | 23 | 19 |
| 4     | Michael Breckin (GBR)   | 3 | 3 | 18 | 23 |
| 5     | Vicente Calderón (MEX)  | 2 | 4 | 21 | 25 |
| 6     | Bülent Erdem (TUR)      | 1 | 5 | 13 | 28 |
| 7     | Lester Wong (CAN)       | 0 | 6 | 13 | 30 |

| Gefecht                 | Gefecht                 | Ergebnis |
| ----------------------- | ----------------------- | -------- |
| Daniel Revenu (FRA)     | Joseph Freeman (USA)    | 5:2      |
| Daniel Revenu (FRA)     | Anatoli Koteschew (URS) | 5:0      |
| Daniel Revenu (FRA)     | Michael Breckin (GBR)   | 5:0      |
| Daniel Revenu (FRA)     | Vicente Calderón (MEX)  | 5:3      |
| Daniel Revenu (FRA)     | Bülent Erdem (TUR)      | 5:0      |
| Daniel Revenu (FRA)     | Lester Wong (CAN)       | 5:0      |
| Joseph Freeman (USA)    | Anatoli Koteschew (URS) | 5:3      |
| Joseph Freeman (USA)    | Michael Breckin (GBR)   | 5:2      |
| Joseph Freeman (USA)    | Vicente Calderón (MEX)  | 5:1      |
| Joseph Freeman (USA)    | Bülent Erdem (TUR)      | 5:1      |
| Joseph Freeman (USA)    | Lester Wong (CAN)       | 5:3      |
| Anatoli Koteschew (URS) | Michael Breckin (GBR)   | 5:1      |
| Anatoli Koteschew (URS) | Vicente Calderón (MEX)  | 5:3      |
| Anatoli Koteschew (URS) | Bülent Erdem (TUR)      | 5:1      |
| Anatoli Koteschew (URS) | Lester Wong (CAN)       | 5:4      |
| Michael Breckin (GBR)   | Vicente Calderón (MEX)  | 5:4      |
| Michael Breckin (GBR)   | Bülent Erdem (TUR)      | 5:4      |
| Michael Breckin (GBR)   | Lester Wong (CAN)       | 5:0      |
| Vicente Calderón (MEX)  | Bülent Erdem (TUR)      | 5:2      |
| Vicente Calderón (MEX)  | Lester Wong (CAN)       | 5:3      |
| Bülent Erdem (TUR)      | Lester Wong (CAN)       | 5:3      |

#### Pool 8
| Platz | Athlet                 | S | N | ET | GT |
| ----- | ---------------------- | - | - | -- | -- |
| 1     | Mihai Țiu (ROM)        | 4 | 1 | 21 | 7  |
| 2     | Ichiro Serizawa (JPN)  | 4 | 1 | 22 | 8  |
| 3     | František Koukal (TCH) | 4 | 1 | 20 | 14 |
| 4     | Omar Vergara (ARG)     | 2 | 3 | 14 | 21 |
| 5     | Carl Borack (USA)      | 1 | 4 | 13 | 21 |
| 6     | Magdy Conyd (CAN)      | 0 | 5 | 6  | 25 |

| Gefecht                | Gefecht                | Ergebnis |
| ---------------------- | ---------------------- | -------- |
| Mihai Țiu (ROM)        | František Koukal (TCH) | 5:0      |
| Mihai Țiu (ROM)        | Omar Vergara (ARG)     | 5:1      |
| Mihai Țiu (ROM)        | Carl Borack (USA)      | 5:1      |
| Mihai Țiu (ROM)        | Magdy Conyd (CAN)      | 5:0      |
| Ichiro Serizawa (JPN)  | Mihai Țiu (ROM)        | 5:1      |
| Ichiro Serizawa (JPN)  | Omar Vergara (ARG)     | 5:1      |
| Ichiro Serizawa (JPN)  | Carl Borack (USA)      | 5:1      |
| Ichiro Serizawa (JPN)  | Magdy Conyd (CAN)      | 5:0      |
| František Koukal (TCH) | Ichiro Serizawa (JPN)  | 5:2      |
| František Koukal (TCH) | Omar Vergara (ARG)     | 5:2      |
| František Koukal (TCH) | Carl Borack (USA)      | 5:3      |
| František Koukal (TCH) | Magdy Conyd (CAN)      | 5:2      |
| Omar Vergara (ARG)     | Carl Borack (USA)      | 5:3      |
| Omar Vergara (ARG)     | Magdy Conyd (CAN)      | 5:3      |
| Carl Borack (USA)      | Magdy Conyd (CAN)      | 5:1      |

#### Pool 9
| Platz | Athlet                 | S | N | ET | GT |
| ----- | ---------------------- | - | - | -- | -- |
| 1     | Christian Noël (FRA)   | 5 | 0 | 25 | 11 |
| 2     | Nicola Granieri (ITA)  | 3 | 2 | 20 | 15 |
| 3     | Hiroshi Nakajima (JPN) | 2 | 3 | 18 | 16 |
| 4     | Jesús Gil (CUB)        | 2 | 3 | 14 | 16 |
| 5     | Herbert Obst (CAN)     | 2 | 3 | 14 | 20 |
| 6     | Per Sundberg (SWE)     | 1 | 4 | 9  | 22 |

| Gefecht                | Gefecht                | Ergebnis |
| ---------------------- | ---------------------- | -------- |
| Christian Noël (FRA)   | Nicola Granieri (ITA)  | 5:4      |
| Christian Noël (FRA)   | Hiroshi Nakajima (JPN) | 5:2      |
| Christian Noël (FRA)   | Jesús Gil (CUB)        | 5:1      |
| Christian Noël (FRA)   | Herbert Obst (CAN)     | 5:1      |
| Christian Noël (FRA)   | Per Sundberg (SWE)     | 5:3      |
| Nicola Granieri (ITA)  | Hiroshi Nakajima (JPN) | 5:3      |
| Nicola Granieri (ITA)  | Herbert Obst (CAN)     | 5:1      |
| Nicola Granieri (ITA)  | Per Sundberg (SWE)     | 5:1      |
| Hiroshi Nakajima (JPN) | Jesús Gil (CUB)        | 5:1      |
| Hiroshi Nakajima (JPN) | Per Sundberg (SWE)     | 5:0      |
| Jesús Gil (CUB)        | Nicola Granieri (ITA)  | 5:1      |
| Jesús Gil (CUB)        | Per Sundberg (SWE)     | 5:0      |
| Herbert Obst (CAN)     | Hiroshi Nakajima (JPN) | 5:3      |
| Herbert Obst (CAN)     | Jesús Gil (CUB)        | 5:2      |
| Per Sundberg (SWE)     | Herbert Obst (CAN)     | 5:2      |

### 2. Runde

#### Pool 1
| Platz | Athlet                 | S | N | ET | GT |
| ----- | ---------------------- | - | - | -- | -- |
| 1     | Daniel Revenu (FRA)    | 5 | 0 | 25 | 7  |
| 2     | Witold Woyda (POL)     | 3 | 2 | 21 | 12 |
| 3     | František Koukal (TCH) | 3 | 2 | 19 | 17 |
| 4     | Barry Paul (GBR)       | 2 | 3 | 16 | 21 |
| 5     | Dan Alon (ISR)         | 2 | 3 | 14 | 20 |
| 6     | Omar Vergara (ARG)     | 0 | 5 | 7  | 25 |

| Gefecht                | Gefecht                | Ergebnis |
| ---------------------- | ---------------------- | -------- |
| Daniel Revenu (FRA)    | Witold Woyda (POL)     | 5:2      |
| Daniel Revenu (FRA)    | František Koukal (TCH) | 5:0      |
| Daniel Revenu (FRA)    | Barry Paul (GBR)       | 5:3      |
| Daniel Revenu (FRA)    | Dan Alon (ISR)         | 5:0      |
| Daniel Revenu (FRA)    | Omar Vergara (ARG)     | 5:2      |
| Witold Woyda (POL)     | Barry Paul (GBR)       | 5:1      |
| Witold Woyda (POL)     | Dan Alon (ISR)         | 5:0      |
| Witold Woyda (POL)     | Omar Vergara (ARG)     | 5:1      |
| František Koukal (TCH) | Witold Woyda (POL)     | 5:4      |
| František Koukal (TCH) | Barry Paul (GBR)       | 5:2      |
| František Koukal (TCH) | Omar Vergara (ARG)     | 5:1      |
| Barry Paul (GBR)       | Dan Alon (ISR)         | 5:4      |
| Barry Paul (GBR)       | Omar Vergara (ARG)     | 5:2      |
| Dan Alon (ISR)         | František Koukal (TCH) | 5:4      |
| Dan Alon (ISR)         | Omar Vergara (ARG)     | 5:1      |

#### Pool 2
| Platz | Athlet                  | S | N | ET | GT |
| ----- | ----------------------- | - | - | -- | -- |
| 1     | Lech Koziejowski (POL)  | 5 | 0 | 25 | 10 |
| 2     | Wladimir Denissow (URS) | 4 | 1 | 21 | 12 |
| 3     | Graham Paul (GBR)       | 3 | 2 | 19 | 15 |
| 4     | Ștefan Haukler (ROM)    | 2 | 3 | 14 | 18 |
| 5     | Jesús Gil (CUB)         | 1 | 4 | 16 | 22 |
| 6     | Ernest Simon (AUS)      | 0 | 5 | 7  | 25 |

| Gefecht                 | Gefecht                 | Ergebnis |
| ----------------------- | ----------------------- | -------- |
| Lech Koziejowski (POL)  | Wladimir Denissow (URS) | 5:1      |
| Lech Koziejowski (POL)  | Graham Paul (GBR)       | 5:3      |
| Lech Koziejowski (POL)  | Ștefan Haukler (ROM)    | 5:1      |
| Lech Koziejowski (POL)  | Jesús Gil (CUB)         | 5:4      |
| Lech Koziejowski (POL)  | Ernest Simon (AUS)      | 5:1      |
| Wladimir Denissow (URS) | Graham Paul (GBR)       | 5:1      |
| Wladimir Denissow (URS) | Ștefan Haukler (ROM)    | 5:1      |
| Wladimir Denissow (URS) | Jesús Gil (CUB)         | 5:4      |
| Wladimir Denissow (URS) | Ernest Simon (AUS)      | 5:1      |
| Graham Paul (GBR)       | Ștefan Haukler (ROM)    | 5:2      |
| Graham Paul (GBR)       | Jesús Gil (CUB)         | 5:1      |
| Graham Paul (GBR)       | Ernest Simon (AUS)      | 5:2      |
| Ștefan Haukler (ROM)    | Jesús Gil (CUB)         | 5:2      |
| Ștefan Haukler (ROM)    | Ernest Simon (AUS)      | 5:1      |
| Jesús Gil (CUB)         | Ernest Simon (AUS)      | 5:2      |

#### Pool 3
| Platz | Athlet                | S | N | ET | GT |
| ----- | --------------------- | - | - | -- | -- |
| 1     | Nicola Granieri (ITA) | 4 | 1 | 24 | 11 |
| 2     | Marek Dąbrowski (POL) | 4 | 1 | 22 | 14 |
| 3     | Kiyoshi Uehara (JPN)  | 3 | 2 | 20 | 15 |
| 4     | Bernard Talvard (FRA) | 3 | 2 | 19 | 17 |
| 5     | László Kamuti (HUN)   | 1 | 4 | 11 | 23 |
| 6     | Carlos Calderón (MEX) | 0 | 5 | 9  | 25 |

| Gefecht               | Gefecht               | Ergebnis |
| --------------------- | --------------------- | -------- |
| Nicola Granieri (ITA) | Kiyoshi Uehara (JPN)  | 5:3      |
| Nicola Granieri (ITA) | Bernard Talvard (FRA) | 5:2      |
| Nicola Granieri (ITA) | László Kamuti (HUN)   | 5:1      |
| Nicola Granieri (ITA) | Carlos Calderón (MEX) | 5:0      |
| Marek Dąbrowski (POL) | Nicola Granieri (ITA) | 5:4      |
| Marek Dąbrowski (POL) | Kiyoshi Uehara (JPN)  | 5:2      |
| Marek Dąbrowski (POL) | László Kamuti (HUN)   | 5:3      |
| Marek Dąbrowski (POL) | Carlos Calderón (MEX) | 5:0      |
| Kiyoshi Uehara (JPN)  | László Kamuti (HUN)   | 5:2      |
| Kiyoshi Uehara (JPN)  | Bernard Talvard (FRA) | 5:0      |
| Kiyoshi Uehara (JPN)  | Carlos Calderón (MEX) | 5:3      |
| Bernard Talvard (FRA) | Marek Dąbrowski (POL) | 5:2      |
| Bernard Talvard (FRA) | László Kamuti (HUN)   | 5:2      |
| Bernard Talvard (FRA) | Carlos Calderón (MEX) | 5:3      |
| László Kamuti (HUN)   | Carlos Calderón (MEX) | 5:3      |

#### Pool 4
| Platz | Athlet                  | S | N | ET | GT |
| ----- | ----------------------- | - | - | -- | -- |
| 1     | Jenő Kamuti (HUN)       | 4 | 1 | 23 | 14 |
| 2     | Anatoli Koteschew (URS) | 3 | 2 | 19 | 14 |
| 3     | Christian Noël (FRA)    | 3 | 2 | 19 | 14 |
| 4     | Klaus Reichert (FRG)    | 3 | 2 | 20 | 17 |
| 5     | Tănase Mureșanu (ROM)   | 2 | 3 | 15 | 22 |
| 6     | Roland Losert (AUT)     | 0 | 5 | 10 | 25 |

| Gefecht                 | Gefecht                 | Ergebnis |
| ----------------------- | ----------------------- | -------- |
| Jenő Kamuti (HUN)       | Anatoli Koteschew (URS) | 5:1      |
| Jenő Kamuti (HUN)       | Christian Noël (FRA)    | 5:3      |
| Jenő Kamuti (HUN)       | Klaus Reichert (FRG)    | 5:4      |
| Jenő Kamuti (HUN)       | Roland Losert (AUT)     | 5:1      |
| Anatoli Koteschew (URS) | Christian Noël (FRA)    | 5:1      |
| Anatoli Koteschew (URS) | Tănase Mureșanu (ROM)   | 5:1      |
| Anatoli Koteschew (URS) | Roland Losert (AUT)     | 5:2      |
| Christian Noël (FRA)    | Klaus Reichert (FRG)    | 5:1      |
| Christian Noël (FRA)    | Tănase Mureșanu (ROM)   | 5:2      |
| Christian Noël (FRA)    | Roland Losert (AUT)     | 5:1      |
| Klaus Reichert (FRG)    | Anatoli Koteschew (URS) | 5:3      |
| Klaus Reichert (FRG)    | Tănase Mureșanu (ROM)   | 5:2      |
| Klaus Reichert (FRG)    | Roland Losert (AUT)     | 5:2      |
| Tănase Mureșanu (ROM)   | Jenő Kamuti (HUN)       | 5:3      |
| Tănase Mureșanu (ROM)   | Roland Losert (AUT)     | 5:4      |

#### Pool 5
| Platz | Athlet                | S | N | ET | GT |
| ----- | --------------------- | - | - | -- | -- |
| 1     | Sándor Szabó (HUN)    | 5 | 0 | 25 | 13 |
| 2     | Eduardo Jhons (CUB)   | 3 | 2 | 21 | 17 |
| 3     | Ichiro Serizawa (JPN) | 2 | 3 | 20 | 20 |
| 4     | Fritz Wessel (FRG)    | 2 | 3 | 17 | 21 |
| 5     | Michael Breckin (GBR) | 2 | 3 | 16 | 21 |
| 6     | Gregory Benko (AUS)   | 1 | 4 | 16 | 23 |

| Gefecht               | Gefecht               | Ergebnis |
| --------------------- | --------------------- | -------- |
| Sándor Szabó (HUN)    | Eduardo Jhons (CUB)   | 5:2      |
| Sándor Szabó (HUN)    | Ichiro Serizawa (JPN) | 5:3      |
| Sándor Szabó (HUN)    | Fritz Wessel (FRG)    | 5:3      |
| Sándor Szabó (HUN)    | Michael Breckin (GBR) | 5:3      |
| Sándor Szabó (HUN)    | Gregory Benko (AUS)   | 5:2      |
| Eduardo Jhons (CUB)   | Fritz Wessel (FRG)    | 5:1      |
| Eduardo Jhons (CUB)   | Michael Breckin (GBR) | 5:2      |
| Eduardo Jhons (CUB)   | Gregory Benko (AUS)   | 5:4      |
| Ichiro Serizawa (JPN) | Eduardo Jhons (CUB)   | 5:4      |
| Ichiro Serizawa (JPN) | Michael Breckin (GBR) | 5:1      |
| Fritz Wessel (FRG)    | Ichiro Serizawa (JPN) | 5:4      |
| Fritz Wessel (FRG)    | Gregory Benko (AUS)   | 5:2      |
| Michael Breckin (GBR) | Fritz Wessel (FRG)    | 5:3      |
| Michael Breckin (GBR) | Gregory Benko (AUS)   | 5:3      |
| Gregory Benko (AUS)   | Ichiro Serizawa (JPN) | 5:3      |

#### Pool 6
| Platz | Athlet                    | S | N | ET | GT |
| ----- | ------------------------- | - | - | -- | -- |
| 1     | Wassyl Stankowytsch (URS) | 4 | 1 | 23 | 13 |
| 2     | Mihai Țiu (ROM)           | 4 | 1 | 24 | 15 |
| 3     | Guillermo Saucedo (ARG)   | 3 | 2 | 21 | 16 |
| 4     | Hiroshi Nakajima (JPN)    | 2 | 3 | 20 | 20 |
| 5     | Joseph Freeman (USA)      | 2 | 3 | 16 | 19 |
| 6     | Yehuda Weisenstein (ISR)  | 0 | 5 | 4  | 25 |

| Gefecht                   | Gefecht                   | Ergebnis |
| ------------------------- | ------------------------- | -------- |
| Wassyl Stankowytsch (URS) | Guillermo Saucedo (ARG)   | 5:2      |
| Wassyl Stankowytsch (URS) | Hiroshi Nakajima (JPN)    | 5:3      |
| Wassyl Stankowytsch (URS) | Joseph Freeman (USA)      | 5:3      |
| Wassyl Stankowytsch (URS) | Yehuda Weisenstein (ISR)  | 5:0      |
| Mihai Țiu (ROM)           | Wassyl Stankowytsch (URS) | 5:3      |
| Mihai Țiu (ROM)           | Guillermo Saucedo (ARG)   | 5:4      |
| Mihai Țiu (ROM)           | Hiroshi Nakajima (JPN)    | 5:3      |
| Mihai Țiu (ROM)           | Yehuda Weisenstein (ISR)  | 5:0      |
| Guillermo Saucedo (ARG)   | Hiroshi Nakajima (JPN)    | 5:4      |
| Guillermo Saucedo (ARG)   | Joseph Freeman (USA)      | 5:1      |
| Guillermo Saucedo (ARG)   | Yehuda Weisenstein (ISR)  | 5:1      |
| Hiroshi Nakajima (JPN)    | Joseph Freeman (USA)      | 5:2      |
| Hiroshi Nakajima (JPN)    | Yehuda Weisenstein (ISR)  | 5:3      |
| Joseph Freeman (USA)      | Mihai Țiu (ROM)           | 5:4      |
| Joseph Freeman (USA)      | Yehuda Weisenstein (ISR)  | 5:0      |

### Viertelfinale

#### Pool 1
| Platz | Athlet                | S | N | ET | GT |
| ----- | --------------------- | - | - | -- | -- |
| 1     | Daniel Revenu (FRA)   | 4 | 1 | 24 | 12 |
| 2     | Mihai Țiu (ROM)       | 4 | 1 | 24 | 17 |
| 3     | Marek Dąbrowski (POL) | 3 | 2 | 21 | 17 |
| 4     | Eduardo Jhons (CUB)   | 2 | 3 | 18 | 18 |
| 5     | Klaus Reichert (FRG)  | 1 | 4 | 11 | 20 |
| 6     | Barry Paul (GBR)      | 1 | 4 | 10 | 24 |

| Gefecht               | Gefecht               | Ergebnis |
| --------------------- | --------------------- | -------- |
| Daniel Revenu (FRA)   | Marek Dąbrowski (POL) | 5:2      |
| Daniel Revenu (FRA)   | Eduardo Jhons (CUB)   | 5:2      |
| Daniel Revenu (FRA)   | Eduardo Jhons (CUB)   | 5:2      |
| Daniel Revenu (FRA)   | Klaus Reichert (FRG)  | 5:1      |
| Mihai Țiu (ROM)       | Barry Paul (GBR)      | 5:4      |
| Mihai Țiu (ROM)       | Daniel Revenu (FRA)   | 5:4      |
| Mihai Țiu (ROM)       | Eduardo Jhons (CUB)   | 5:2      |
| Mihai Țiu (ROM)       | Klaus Reichert (FRG)  | 5:2      |
| Marek Dąbrowski (POL) | Eduardo Jhons (CUB)   | 5:4      |
| Marek Dąbrowski (POL) | Klaus Reichert (FRG)  | 5:2      |
| Marek Dąbrowski (POL) | Barry Paul (GBR)      | 5:1      |
| Eduardo Jhons (CUB)   | Klaus Reichert (FRG)  | 5:0      |
| Eduardo Jhons (CUB)   | Barry Paul (GBR)      | 5:3      |
| Klaus Reichert (FRG)  | Barry Paul (GBR)      | 5:0      |
| Barry Paul (GBR)      | Mihai Țiu (ROM)       | 5:4      |

#### Pool 2
| Platz | Athlet                  | S | N | ET | GT |
| ----- | ----------------------- | - | - | -- | -- |
| 1     | Lech Koziejowski (POL)  | 4 | 1 | 21 | 11 |
| 2     | Jenő Kamuti (HUN)       | 4 | 1 | 23 | 16 |
| 3     | Bernard Talvard (FRA)   | 3 | 2 | 19 | 16 |
| 4     | Anatoli Koteschew (URS) | 2 | 3 | 17 | 17 |
| 5     | Ichiro Serizawa (JPN)   | 2 | 3 | 15 | 19 |
| 6     | Graham Paul (GBR)       | 0 | 5 | 9  | 25 |

| Gefecht                 | Gefecht                 | Ergebnis |
| ----------------------- | ----------------------- | -------- |
| Lech Koziejowski (POL)  | Jenő Kamuti (HUN)       | 5:3      |
| Lech Koziejowski (POL)  | Anatoli Koteschew (URS) | 5:1      |
| Lech Koziejowski (POL)  | Ichiro Serizawa (JPN)   | 5:0      |
| Lech Koziejowski (POL)  | Graham Paul (GBR)       | 5:2      |
| Jenő Kamuti (HUN)       | Bernard Talvard (FRA)   | 5:3      |
| Jenő Kamuti (HUN)       | Anatoli Koteschew (URS) | 5:3      |
| Jenő Kamuti (HUN)       | Ichiro Serizawa (JPN)   | 5:4      |
| Jenő Kamuti (HUN)       | Graham Paul (GBR)       | 5:1      |
| Bernard Talvard (FRA)   | Lech Koziejowski (POL)  | 5:1      |
| Bernard Talvard (FRA)   | Anatoli Koteschew (URS) | 5:3      |
| Bernard Talvard (FRA)   | Graham Paul (GBR)       | 5:2      |
| Anatoli Koteschew (URS) | Ichiro Serizawa (JPN)   | 5:1      |
| Anatoli Koteschew (URS) | Graham Paul (GBR)       | 5:1      |
| Ichiro Serizawa (JPN)   | Bernard Talvard (FRA)   | 5:1      |
| Ichiro Serizawa (JPN)   | Graham Paul (GBR)       | 5:3      |

#### Pool 3
| Platz | Athlet                  | S | N | ET | GT |
| ----- | ----------------------- | - | - | -- | -- |
| 1     | Witold Woyda (POL)      | 4 | 1 | 23 | 15 |
| 2     | Wladimir Denissow (URS) | 4 | 1 | 24 | 16 |
| 3     | Sándor Szabó (HUN)      | 3 | 2 | 20 | 18 |
| 4     | Hiroshi Nakajima (JPN)  | 2 | 3 | 20 | 22 |
| 5     | František Koukal (TCH)  | 2 | 3 | 17 | 19 |
| 6     | Guillermo Saucedo (ARG) | 0 | 5 | 11 | 25 |

| Gefecht                 | Gefecht                 | Ergebnis |
| ----------------------- | ----------------------- | -------- |
| Witold Woyda (POL)      | Wladimir Denissow (URS) | 5:4      |
| Witold Woyda (POL)      | Sándor Szabó (HUN)      | 5:2      |
| Witold Woyda (POL)      | František Koukal (TCH)  | 5:2      |
| Witold Woyda (POL)      | Guillermo Saucedo (ARG) | 5:2      |
| Wladimir Denissow (URS) | Sándor Szabó (HUN)      | 5:3      |
| Wladimir Denissow (URS) | Hiroshi Nakajima (JPN)  | 5:4      |
| Wladimir Denissow (URS) | František Koukal (TCH)  | 5:2      |
| Wladimir Denissow (URS) | Guillermo Saucedo (ARG) | 5:2      |
| Sándor Szabó (HUN)      | Hiroshi Nakajima (JPN)  | 5:2      |
| Sándor Szabó (HUN)      | František Koukal (TCH)  | 5:3      |
| Sándor Szabó (HUN)      | Guillermo Saucedo (ARG) | 5:3      |
| Hiroshi Nakajima (JPN)  | Witold Woyda (POL)      | 5:3      |
| Hiroshi Nakajima (JPN)  | Guillermo Saucedo (ARG) | 5:4      |
| František Koukal (TCH)  | Hiroshi Nakajima (JPN)  | 5:4      |
| František Koukal (TCH)  | Guillermo Saucedo (ARG) | 5:0      |

#### Pool 4
| Platz | Athlet                    | S | N | ET | GT |
| ----- | ------------------------- | - | - | -- | -- |
| 1     | Fritz Wessel (FRG)        | 4 | 1 | 24 | 18 |
| 2     | Nicola Granieri (ITA)     | 3 | 2 | 23 | 17 |
| 3     | Christian Noël (FRA)      | 3 | 2 | 22 | 17 |
| 4     | Wassyl Stankowytsch (URS) | 2 | 3 | 18 | 20 |
| 5     | Kiyoshi Uehara (JPN)      | 2 | 3 | 16 | 21 |
| 6     | Ștefan Haukler (ROM)      | 1 | 4 | 14 | 24 |

| Gefecht                   | Gefecht                   | Ergebnis |
| ------------------------- | ------------------------- | -------- |
| Fritz Wessel (FRG)        | Nicola Granieri (ITA)     | 5:4      |
| Fritz Wessel (FRG)        | Christian Noël (FRA)      | 5:3      |
| Fritz Wessel (FRG)        | Kiyoshi Uehara (JPN)      | 5:3      |
| Fritz Wessel (FRG)        | Ștefan Haukler (ROM)      | 5:3      |
| Nicola Granieri (ITA)     | Christian Noël (FRA)      | 5:4      |
| Nicola Granieri (ITA)     | Wassyl Stankowytsch (URS) | 5:3      |
| Nicola Granieri (ITA)     | Kiyoshi Uehara (JPN)      | 5:0      |
| Christian Noël (FRA)      | Wassyl Stankowytsch (URS) | 5:3      |
| Christian Noël (FRA)      | Kiyoshi Uehara (JPN)      | 5:3      |
| Christian Noël (FRA)      | Ștefan Haukler (ROM)      | 5:1      |
| Wassyl Stankowytsch (URS) | Fritz Wessel (FRG)        | 5:4      |
| Wassyl Stankowytsch (URS) | Ștefan Haukler (ROM)      | 5:1      |
| Kiyoshi Uehara (JPN)      | Wassyl Stankowytsch (URS) | 5:2      |
| Kiyoshi Uehara (JPN)      | Ștefan Haukler (ROM)      | 5:4      |
| Ștefan Haukler (ROM)      | Nicola Granieri (ITA)     | 5:4      |

### Halbfinale

#### Pool 1
| Platz | Athlet                | S | N | ET | GT |
| ----- | --------------------- | - | - | -- | -- |
| 1     | Marek Dąbrowski (POL) | 4 | 1 | 24 | 19 |
| 2     | Jenő Kamuti (HUN)     | 3 | 2 | 20 | 19 |
| 3     | Witold Woyda (POL)    | 3 | 2 | 20 | 20 |
| 4     | Nicola Granieri (ITA) | 2 | 3 | 21 | 19 |
| 5     | Daniel Revenu (FRA)   | 2 | 3 | 20 | 22 |
| 6     | Sándor Szabó (HUN)    | 1 | 4 | 15 | 21 |

| Gefecht               | Gefecht               | Ergebnis |
| --------------------- | --------------------- | -------- |
| Marek Dąbrowski (POL) | Jenő Kamuti (HUN)     | 5:3      |
| Marek Dąbrowski (POL) | Nicola Granieri (ITA) | 5:3      |
| Marek Dąbrowski (POL) | Daniel Revenu (FRA)   | 5:4      |
| Marek Dąbrowski (POL) | Sándor Szabó (HUN)    | 5:4      |
| Jenő Kamuti (HUN)     | Nicola Granieri (ITA) | 5:4      |
| Jenő Kamuti (HUN)     | Daniel Revenu (FRA)   | 5:4      |
| Jenő Kamuti (HUN)     | Sándor Szabó (HUN)    | 5:1      |
| Witold Woyda (POL)    | Marek Dąbrowski (POL) | 5:4      |
| Witold Woyda (POL)    | Jenő Kamuti (HUN)     | 5:2      |
| Witold Woyda (POL)    | Nicola Granieri (ITA) | 5:4      |
| Nicola Granieri (ITA) | Daniel Revenu (FRA)   | 5:2      |
| Nicola Granieri (ITA) | Sándor Szabó (HUN)    | 5:2      |
| Daniel Revenu (FRA)   | Witold Woyda (POL)    | 5:4      |
| Daniel Revenu (FRA)   | Sándor Szabó (HUN)    | 5:3      |
| Sándor Szabó (HUN)    | Witold Woyda (POL)    | 5:1      |

#### Pool 2
| Platz | Athlet                  | S | N | ET | GT |
| ----- | ----------------------- | - | - | -- | -- |
| 1     | Christian Noël (FRA)    | 5 | 0 | 25 | 16 |
| 2     | Wladimir Denissow (URS) | 3 | 2 | 20 | 13 |
| 3     | Mihai Țiu (ROM)         | 3 | 2 | 21 | 17 |
| 4     | Fritz Wessel (FRG)      | 2 | 3 | 18 | 17 |
| 5     | Bernard Talvard (FRA)   | 1 | 4 | 13 | 22 |
| 6     | Lech Koziejowski (POL)  | 1 | 4 | 12 | 24 |

| Gefecht                 | Gefecht                 | Ergebnis |
| ----------------------- | ----------------------- | -------- |
| Christian Noël (FRA)    | Wladimir Denissow (URS) | 5:3      |
| Christian Noël (FRA)    | Mihai Țiu (ROM)         | 5:2      |
| Christian Noël (FRA)    | Fritz Wessel (FRG)      | 5:3      |
| Christian Noël (FRA)    | Bernard Talvard (FRA)   | 5:4      |
| Christian Noël (FRA)    | Lech Koziejowski (POL)  | 5:4      |
| Wladimir Denissow (URS) | Fritz Wessel (FRG)      | 5:1      |
| Wladimir Denissow (URS) | Bernard Talvard (FRA)   | 5:2      |
| Wladimir Denissow (URS) | Lech Koziejowski (POL)  | 5:0      |
| Mihai Țiu (ROM)         | Wladimir Denissow (URS) | 5:2      |
| Mihai Țiu (ROM)         | Fritz Wessel (FRG)      | 5:4      |
| Mihai Țiu (ROM)         | Bernard Talvard (FRA)   | 5:1      |
| Fritz Wessel (FRG)      | Bernard Talvard (FRA)   | 5:1      |
| Fritz Wessel (FRG)      | Lech Koziejowski (POL)  | 5:1      |
| Bernard Talvard (FRA)   | Lech Koziejowski (POL)  | 5:2      |
| Lech Koziejowski (POL)  | Mihai Țiu (ROM)         | 5:4      |

### Finale
| Platz | Athlet                  | S | N | ET | GT |
| ----- | ----------------------- | - | - | -- | -- |
| 1     | Witold Woyda (POL)      | 5 | 0 | 25 | 17 |
| 2     | Jenő Kamuti (HUN)       | 4 | 1 | 23 | 19 |
| 3     | Christian Noël (FRA)    | 2 | 3 | 18 | 18 |
| 4     | Mihai Țiu (ROM)         | 2 | 3 | 17 | 20 |
| 5     | Wladimir Denissow (URS) | 2 | 3 | 17 | 21 |
| 6     | Marek Dąbrowski (POL)   | 0 | 5 | 10 | 25 |

| Gefecht                 | Gefecht                 | Ergebnis |
| ----------------------- | ----------------------- | -------- |
| Witold Woyda (POL)      | Jenő Kamuti (HUN)       | 5:3      |
| Witold Woyda (POL)      | Christian Noël (FRA)    | 5:2      |
| Witold Woyda (POL)      | Mihai Țiu (ROM)         | 5:0      |
| Witold Woyda (POL)      | Wladimir Denissow (URS) | 5:2      |
| Witold Woyda (POL)      | Marek Dąbrowski (POL)   | 5:0      |
| Jenő Kamuti (HUN)       | Christian Noël (FRA)    | 5:2      |
| Jenő Kamuti (HUN)       | Mihai Țiu (ROM)         | 5:4      |
| Jenő Kamuti (HUN)       | Wladimir Denissow (URS) | 5:4      |
| Jenő Kamuti (HUN)       | Marek Dąbrowski (POL)   | 5:4      |
| Christian Noël (FRA)    | Wladimir Denissow (URS) | 5:1      |
| Christian Noël (FRA)    | Marek Dąbrowski (POL)   | 5:2      |
| Mihai Țiu (ROM)         | Christian Noël (FRA)    | 5:4      |
| Mihai Țiu (ROM)         | Marek Dąbrowski (POL)   | 5:1      |
| Wladimir Denissow (URS) | Mihai Țiu (ROM)         | 5:3      |
| Wladimir Denissow (URS) | Marek Dąbrowski (POL)   | 5:3      |